# 328 Gudrun
Gudrun (asteroide 328) é um asteroide da cintura principal com um diâmetro de 122,92 quilómetros, a 2,7578681 UA. Possui uma excentricidade de 0,1126465 e um período orbital de 2 001,29 dias (5,48 anos).
Gudrun tem uma velocidade orbital média de 16,89484927 km/s e uma inclinação de 16,07973º.
Esse asteroide foi descoberto em 18 de Março de 1892 por Max Wolf.
Foi nomeado em homenagem à personagem Gudrun da mitologia nórdica.